# تد پلت
تد پلت (انگلیسی: Ted Platt; ۲۶ مارس ۱۹۲۱ – ۲۰ سپتامبر ۱۹۹۶) بازیکن فوتبال اهل بریتانیا بود.
از باشگاه‌هایی که در آن بازی کرده‌است می‌توان به باشگاه فوتبال آرسنال، باشگاه فوتبال ووستر سیتی، باشگاه فوتبال کولچستر یونایتد، و باشگاه فوتبال پورتسموث اشاره کرد.